# Strada bianca per i Monti del Cielo. Vagabondo sulla Via della Seta
Strada bianca per i Monti del Cielo. Vagabondo sulla Via della Seta è un libro di narrativa di viaggio dello scrittore italiano Mario Biondi pubblicato nel 2005.

## Trama
In questo libro Biondi racconta i viaggi che dal 1968 al 2005 lo hanno portato a percorrere "quasi tutta" la Via della Seta. Non "tutta" perché sua intenzione era precisamente raggiungere da Como - città famosa per la seta, dove è cresciuto - Khotan, antica città-stato del Xinjiang, da dove nel III/IV secolo d.C. circa il segreto della lavorazione della seta sarebbe partito dalla Cina verso l'Occidente e quindi verso Como.

## Edizioni
- Mario Biondi, Strada bianca per i Monti del Cielo. Vagabondo sulla Via della Seta, Ponte alle Grazie, 2005,  pp. 285, ISBN 88-7928-724-9.
- Mario Biondi, Strada bianca per i Monti del Cielo. Vagabondo sulla Via della Seta, TEA (editore), 2007,  pp. 285, ISBN 978-88-502-1474-7.